# Tim Keefe

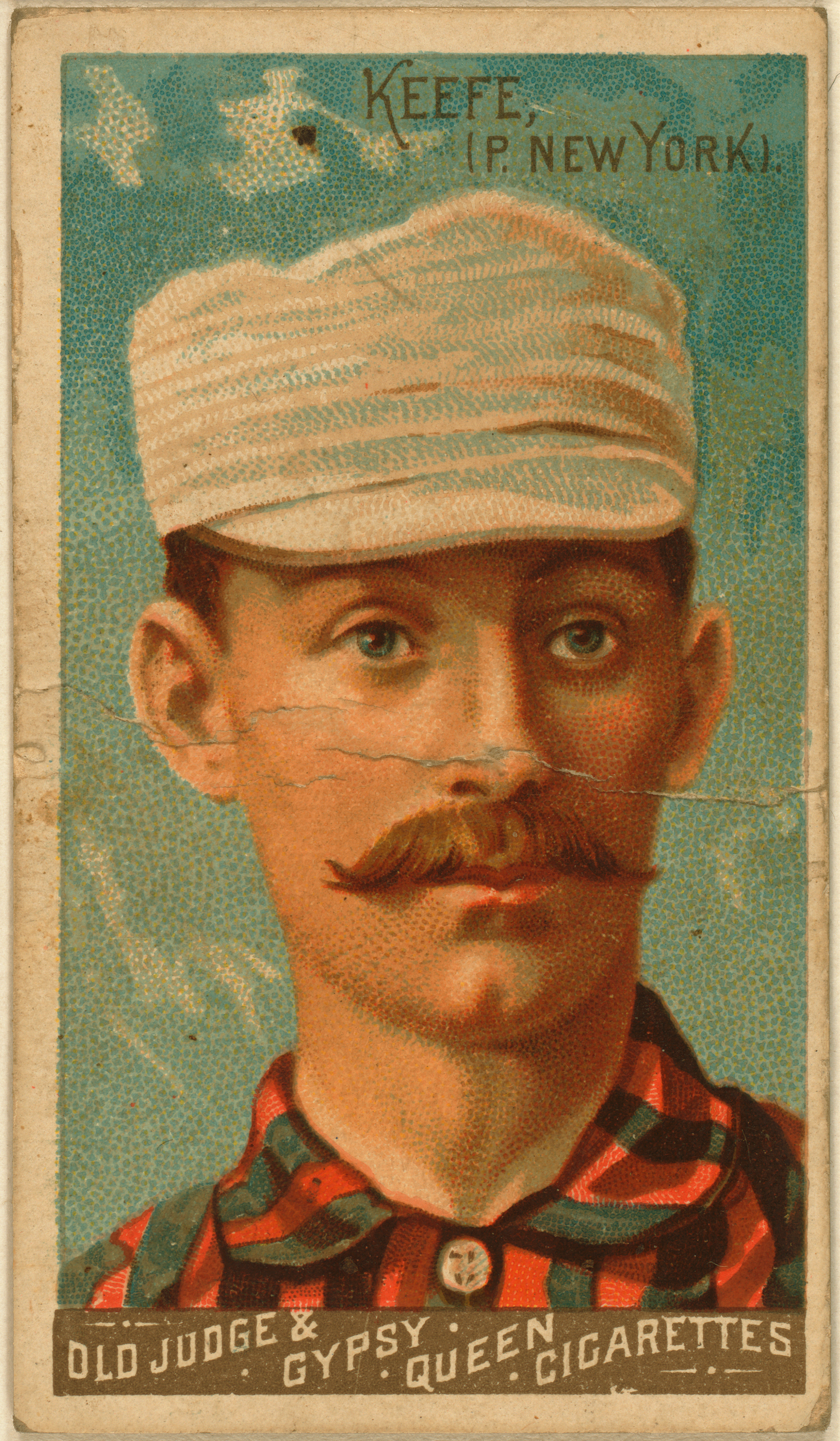
Tim Keefe

Timothy John "Tim" Keefe (1 de enero de 1857 - 23 de abril de 1933) fue un lanzador estadounidense en las Grandes Ligas de Béisbol. Fue uno de los pitcher más resaltantes del siglo XIX y fue uno de los más mejores lanzadores de toda la historia teniendo su mejor efectividad (promedio de carreras limpias permitidas) de 0,86. Fue elegido al Salón de la Fama en 1964. 
La carrera de Keefe abarcó la mayor parte de las etapas de formación de béisbol. Su primera temporada fue la última en la que se lanzaba desde 45 pies de distancia, por lo que para la mayoría de su carrera se lanzó a partir de 50 pies. Su última temporada fue la primera temporada en la que los lanzadores lo hacían desde la distancia moderna de 60 pies y 6 pulgadas. 
Keefe fue apodado "Sir Timothy" por su comportamiento caballeroso dentro y fuera del campo.
- Datos: Q1264106
- Multimedia: Timothy John Keefe / Q1264106